# حسن بديع
آغا ميرزا محمد-حسن بن محمد-رضا بن حسين البهبهاني الشيرازي الملقب بـنصرة الوزارة والمعروف بـحسن بديع (1872-1937) صحفي وكاتب وشاعر ودبلوماسي إيراني-عراقي. ولد في الكاظمية قرب بغداد لعائلة إيرانية مهاجرة ونشأ ودرس مقدماته في البصرة التي اتخذها والده التاجر مركزًا لمهنته. في عام 1905، أسس «جمعية إيرانيو البصرة» للجالية الإيرانية فيها، ونشر أشعاره ومقالاته الداعمة للحركة الدستورية الإيرانية في «حبل المتين». هاجر إلى إيران عام 1920 وأنضم إلى وزارة الخارجية، وعيّن في القنصلية الإيرانية في مختلف مدن عربية، منها كربلاء والبصرة وبغداد وهرات وبيروت. توفي بجلطة دماغية في طهران عن عمر يناهز 65 عامًا. إلى جانب مجموعته الشعرية، كتب أو أعاد كتابة العديد من الأعمال الروائية ويعد من أوائل الروائيين الإيرانيين في القرن العشرين. له أيضًا «تاريخ البصرة» بالفارسية.

## سيرته
هو (محمد) حسن بن محمد رضا بن حسين البهبهاني الشيرازي، المعروف والمُلقب بـ«بديع»، يُدعى نصرة الوزارة أو نصرة الوزراء. ولد عام 1251 هـ - 1872 م في الكاظمية بولاية بغداد العثمانية. كان والده المُلا رضا البهبهاني تاجرًا إيرانيًا يعيش في البصرة، الذي ولد في شيراز وانتقل إلى البصرة للعمل في سن مبكرة، واستقر بها. درس حسن الأدب واللغة العربية في البصرة وتعرف أيضًا على الفرنسية. في بداية الثورة الدستورية الفارسية في عام 1905، أسس «جمعية إيرانيو البصرة»، ونشر أشعاره ومقالاته الداعمة للدستورية في «حبل المتين». بعد الإطاحة محمد علي شاه القاجاري وإعلان الدستور، أقام احتفالاً مجيداً. وبعد انتهاء الدستور عام 1911 واصل الكتابة عن إيران في الصحف. 

هاجر إلى إيران عام 1920. انتسب إلى وزارة الخارجية وعين في قنصلية إيران في عدة مدن منها:كربلاء ثم البصرة وبغداد ثم في هرات وبيروت.

توفي حسن بديع أثر جلطة دماغية عام 1316 هـ - 1937 م في طهران، عاصمة الدولة البهلوية.

## مهنته الأدبية
ألف كتاباً عن النحو الفارسي وتاريخ البصرة في ثلاثة فصول. نظم الشعر في مختلف الأغراض، وقد نُشرت مجموعته الشعرية في مومباي عام 1914. اهتم بالأدب الأوروبي وترجم أو أعاد كتابة بعض أعمال لغي دي موباسان ودورمان من الفرنسية إلى الفارسية، ونشر رواية بعنوان «القصة القديمة أو قصة قورش الكبير» عام 1920 متأثراً بالروايات التاريخية اليونانية وأدب المغامرة الفرنسية. وبرأي حسن مير عابديني، «أخذ الموضوع الرئيسي لقصته من بيجان ومنيجة من الشاهنامه وحاول دمجه مع أبحاث العلماء الأوروبيين. العنصر التاريخي والتربوي سيطر على الجانب السردي وأبطأ الحركة السردية للعمل.»
يعتبر مع أعماله الثلاثة من أوائل الروائيين في أدب الإيراني في العصر الدستوري.

## حياته الشخصية‌
ومن أبنائه هو محسن، المخرج والمصور السينمائي البارز، الذي ولد يوم 22 مايو 1908 في البصرة وتوفي يوم 3 أغسطس 1989 بطهران.

## آثاره
- «دستور زبان فارسی»
- «تاریخ بصره»
- «شمس‌الدین و قمر»
- «داستان باستان یا سرگذشت كوروش»
- «داش مشتی در پارس»